# Torneo de Zhuhai 2019
El Zhuhai Championships 2019 fue un torneo de tenis perteneciente al ATP Tour 2019 en la categoría ATP World Tour 250. El torneo tuvo lugar en la ciudad de Zhuhai (China) desde el 23 hasta el 29 de septiembre de 2019 sobre canchas duras.

## Distribución de puntos
| Modalidad            | Campeón | Finalista | Semifinales | Cuartos de final | 2ª ronda | 1ª ronda | Clasificados | 2ª ronda de clasificación | 1ª ronda de clasificación |
| Individual masculino | 250     | 165       | 100         | 50               | 25       | 0        | 13           | 7                         | 0                         |
| Dobles masculino     | 250     | 150       | 90          | 45               | 20       | 0        | -            | -                         | -                         |

## Cabezas de serie

### Individuales masculino
| Tenista            | Ranking | Preclasificado |
| Stefanos Tsitsipas | 7       | 1              |
| Roberto Bautista   | 10      | 2              |
| Gaël Monfils       | 12      | 3              |
| Borna Ćorić        | 15      | 4              |
| Lucas Pouille      | 26      | 5              |
| Nick Kyrgios       | 27      | 6              |
| Álex de Miñaur     | 31      | 7              |
| Albert Ramos       | 46      | 8              |

- Ranking del 16 de septiembre de 2019.[2]

### Dobles masculino
| Tenista                       | Ranking | Preclasificados |
| Jean-Julien Rojer Horia Tecău | 40      | 1               |
| Luke Bambridge Ben McLachlan  | 85      | 2               |
| Marcus Daniell Philipp Oswald | 90      | 3               |
| Sander Gillé Joran Vliegen    | 94      | 4               |

## Campeones

### Individual masculino
Álex de Miñaur venció a  Adrian Mannarino por 7-6(7-4), 6-4

### Dobles masculino
Sander Gillé /  Joran Vliegen vencieron a  Marcelo Demoliner /  Matwé Middelkoop por 7-6(7-2), 7-6(7-4)